# Cameron McGriff
Cameron McGriff (Grand Prairie, Texas, 30 de septiembre de 1997) es un baloncestista estadounidense que pertenece a la plantilla de los Indiana Mad Ants de la G League. Con 2,01 metros de estatura, juega en la posición de alero.

## Trayectoria deportiva

### Universidad
Jugó cuatro temporadas con los Cowboys de la Universidad Estatal de Oklahoma, en las que promedió 9,2 puntos, 5,6 rebotes y 1,1 asistencias por partido. En sus dos últimas temporadas lideró a los Cowboys en anotación y en rebotes.

#### Estadísticas
| Año     | Equipo         | PJ  | PT | MPP  | %TC  | %3P  | %TL  | RPP | APP | ROB | TPP | PPP  |
| ------- | -------------- | --- | -- | ---- | ---- | ---- | ---- | --- | --- | --- | --- | ---- |
| 2016–17 | Oklahoma State | 32  | 1  | 15.7 | .405 | .286 | .730 | 3.1 | .6  | .5  | .3  | 3.8  |
| 2017–18 | Oklahoma State | 36  | 17 | 24.1 | .480 | .368 | .865 | 5.4 | 1.0 | .8  | .5  | 8.4  |
| 2018–19 | Oklahoma State | 32  | 32 | 33.8 | .381 | .298 | .764 | 7.4 | 1.7 | 1.2 | .8  | 12.3 |
| 2019–20 | Oklahoma State | 32  | 32 | 30.1 | .450 | .308 | .832 | 6.6 | 1.3 | .4  | .3  | 12.3 |
| Total   | Total          | 132 | 82 | 25.9 | .427 | .313 | .802 | 5.6 | 1.1 | .7  | .5  | 9.2  |

### Profesional
El 14 de junio firmó su primer contrato profesional con el Okapi Aalstar de la Pro Basketball League, el primer nivel del baloncesto belga.
El 8 de octubre de 2021, firma con los Charlotte Hornets, pero es despedido seis días más tarde sin llegar a debutar. El 24 de octubre ficha por los Greensboro Swarm de la G League como jugador afiliado.
El 25 de diciembre de 2021, McGriff firmó un contrato de 10 días con los Portland Trail Blazers, regresando a los Greensboro Swarm a la finalización del mismo.
El 24 de abril de 2022, firma por los Capitanes de Arecibo de la Baloncesto Superior Nacional.
En la temporada 2022-23, firma por el AEK BC de la A1 Ethniki, la primera división del baloncesto en Grecia. Tras romper su contrato, el 27 de febrero de 2023 firmó con Le Mans Sarthe Basket de la Pro A francesa.
El 30 de octubre de 2023 fichó por los Memphis Hustle de la G League. El 5 de marzo de 2024 fue traspasado a los Indiana Mad Ants.
El 9 de abril de 2024 firmó con los Santeros de Aguada de la BSN de Puerto Rico. El 10 de junio, tras dejar Aguada, firmó con los Indios de Mayagüez.
El 23 de agosto de 2024 firmó con los Indiana Pacers, pero fue despedido tres días después. El 27 de octubre, se unió a los Indiana Mad Ants.